# Jan van Goyen
Jan Josephszoon van Goyen (n. 13 ianuarie 1596, Leiden, Comitatul Olanda, Provinciile Unite – d. 27 aprilie 1656, Haga, Comitatul Olanda, Provinciile Unite) a fost un pictor peisagist neerlandez. Van Goyen a fost un artist extrem de prolific, fiindu-i atribuite circa 1200 de picturi și peste o mie de desene.

## Biografie
Jan van Goyen a fost fiul unui cizmar și a început ca ucenic în Leiden, orașul său natal. Ca și alți pictori din Țările de Jos de la acea vreme, Jan van Goyen a studiat artele în orașul Haarlem cu Esaias van de Velde. La 35 de ani, și-a înființat un studio permanent în Haga. Picturile lui Van Goyen se vindeau rareori la prețuri mari, dar el picta mult, subțire și rapid, cu o paletă limitată de pigmenți ieftini, compensând astfel prețurile mici pe care le cerea. El a căutat, însă, mereu să obțină venituri mai mari, comercializând și lucrările de artă ale altora și făcând afaceri cu lalele și terenuri. Deși afacerile imobiliare erau de regulă sigure, investițiile lui Van Goyen l-au scufundat în datorii.
În 1652 și 1654 a trebuit să-și vândă colecția de picturi și artă grafică și s-a mutat într-o casă mai mică. A murit în 1656 în Haga, lăsând văduvei sale moștenire o datorie de 18.000 de guldeni, obligând-o astfel să vândă restul de mobilă și de picturi. Problemele lui Van Goyen au afectat și afacerile studentului și ginerelui său Jan Steen, care a plecat din Haga în 1654.

## Tehnica

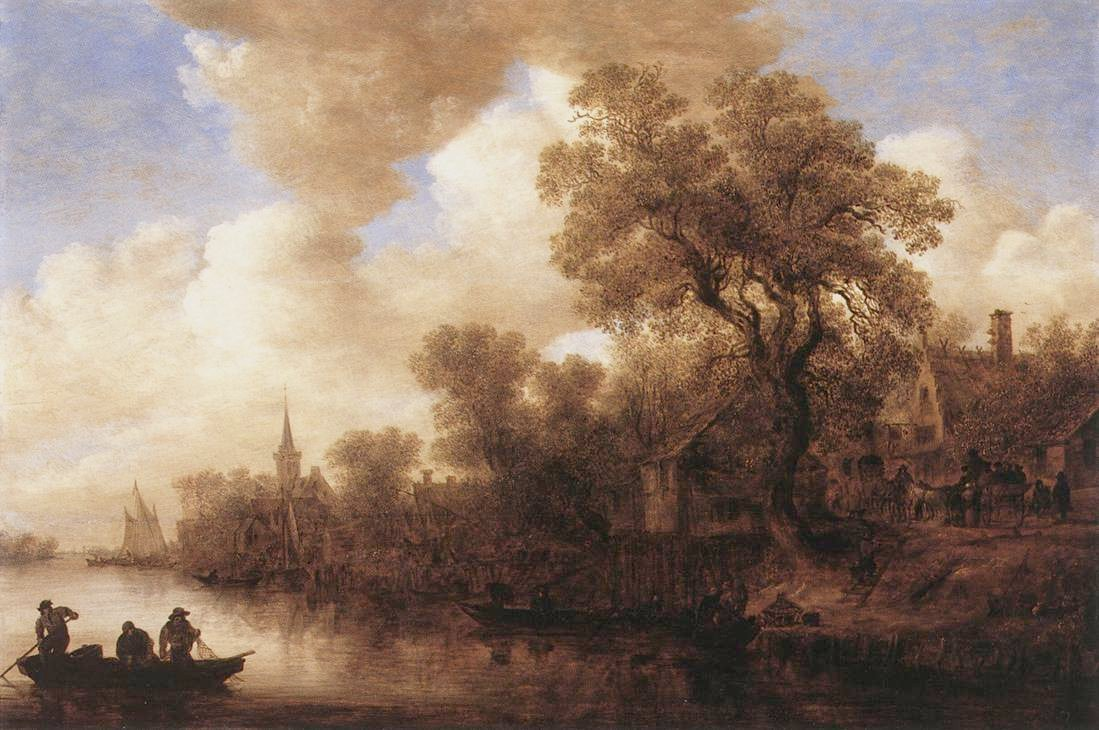
Scenă de râu

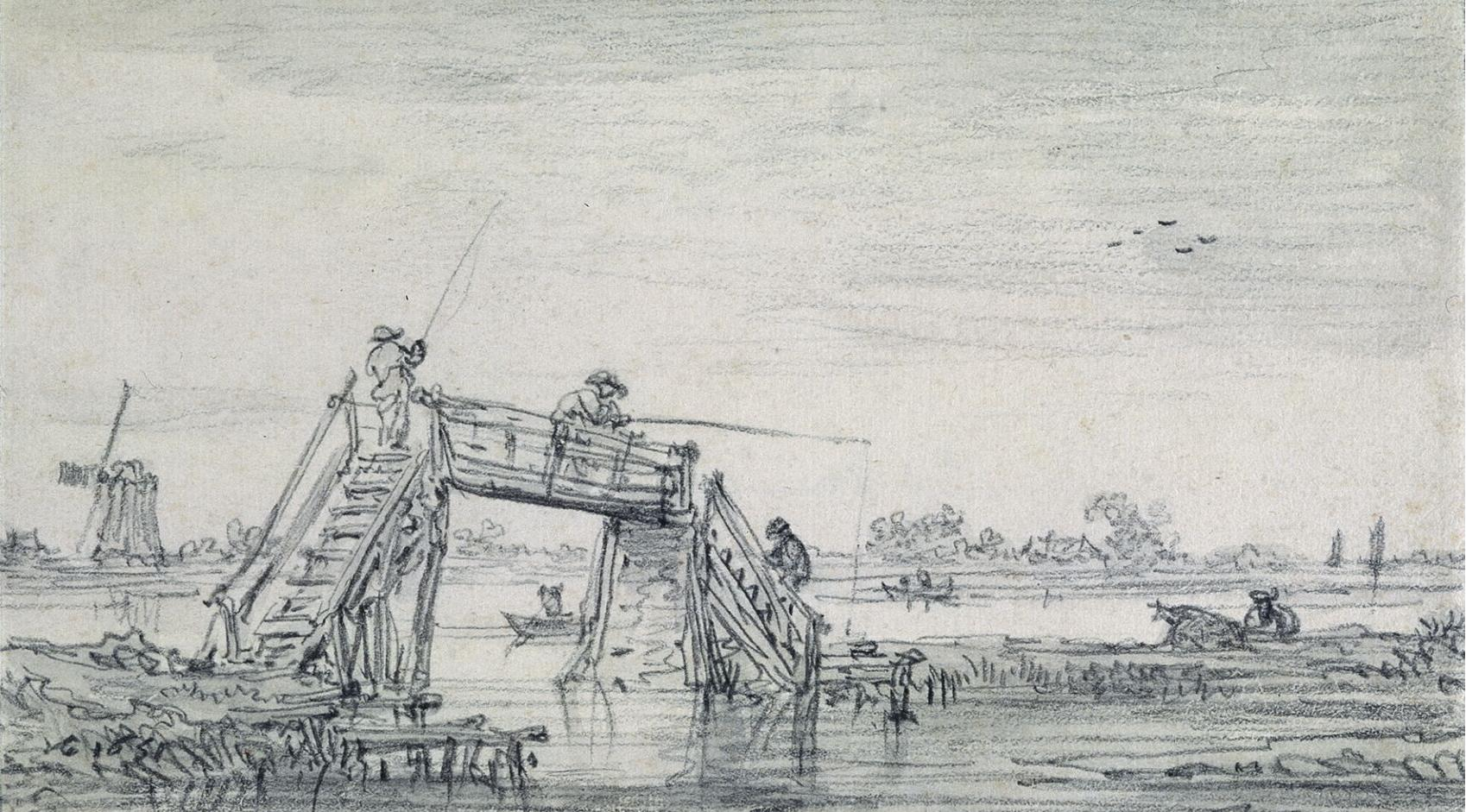
Pod olandez cu pescari cu undiţa, Groninger Museum

Jan van Goyen începea o pictură pe un suport de lemn subțire de stejar. Pe acest panou, el punea câteva straturi de clei de origine animală. Cu un cuțit, întindea pe toată suprafața un strat subțire de vopsea albă de plumb ca fond. Fondul era vopsit în cafeniu deschis, uneori spre roșu sau ocru.
Apoi, Van Goyen schița rapid scena în cerneală fără a intra în detaliile subiectului. Acest desen în cerneală de nuc este vizibil pe zonele pictate subțire. Ca model, el folosea un desen mai detaliat, desenat în aer liber și ținut în studio ca material de referință. Desenele artiștilor de atunci erau rareori considerate lucrări de artă de sine stătătoare.
Pe paleta sa, el pisa o colecție de culori de la griuri neutre, ocru și verde pământiu care păreau a fi desprinse chiar din solul pe care-l picta. 
Zonele întunecate ale picturii erau păstrate foarte subțiri și transparente cu cantități generoase de ulei. Lumina ce lovește pictura în aceste zone se pierde și se absoarbe de către fond. Zonele mai deschise la culoare erau tratate cu plumb alb amestecat în vopsea. Lumina ce cade pe o secțiune deschisă la culoare se reflectă spre privitor.